# Нечаево (Кирилловский район)
Нечаево — деревня в Кирилловском районе Вологодской области.
Входит в состав Алёшинского сельского поселения, с точки зрения административно-территориального деления — в Ивановоборский сельсовет.
Расстояние до районного центра Кириллова по автодороге — 32 км, до центра муниципального образования Шиндалово по прямой — 11 км. Ближайшие населённые пункты — Пестерево, Шевинская, Гребенево, Гвоздево, Гончарка.
По данным переписи в 2002 году постоянного населения не было.